# Salomon Müller
Salomon Müller (1804 – 1864) è stato un naturalista tedesco.
Figlio di un sellaio di Heidelberg, nel 1823, insieme ad Heinrich Boie e a Heinrich Christian Macklot, venne inviato da Coenraad Jacob Temminck a raccogliere esemplari nelle Indie Orientali. Visitò l'Indonesia nel 1826, la Nuova Guinea e Timor nel 1828, Giava nel 1831 e Sumatra tra il 1833 e il 1835.
| Controllo di autorità | VIAF (EN) 71383121 · ISNI (EN) 0000 0001 1844 9955 · CERL cnp01089280 · LCCN (EN) nb2007028925 · GND (DE) 117608394 · BNF (FR) cb10971663z (data) |